# Замок Кемнаде
Замок Кемнаде (нем. Haus Kemnade) — окруженный рвом замок в районе Бланкенштайн немецкого города Хаттинген (федеральная земля Северный Рейн — Вестфалия).

Замок находится в луговой пойме на левом берегу реки Рур. Название замка происходит от слова "Kemenate", что в переводе на русский язык обозначает "горница с камином", что позволяет сделать вывод, что в прошлом имение выделялось на фоне близлежащих деревенских домов наличием как минимум одного камина.

## История
История замка Кемнаде тесно связана с историей города Штипель (сейчас район города Бохум). В 1001 году выходец из Саксонии граф Людгер получает в дар от короля Оттона III двор Штипель. Его вдова Эмма фон Лесум в 1011 году завещала имение Бременскому архиепископству. Архиепископ Герхард II оформил Штипель как ленное владение. Этот лен был продан в XIII веке семейству фон Липе из Детмольда. Штипель и принадлежащий к нему замок Кемнаде оставались в собственности этой семьи до 1809 года.

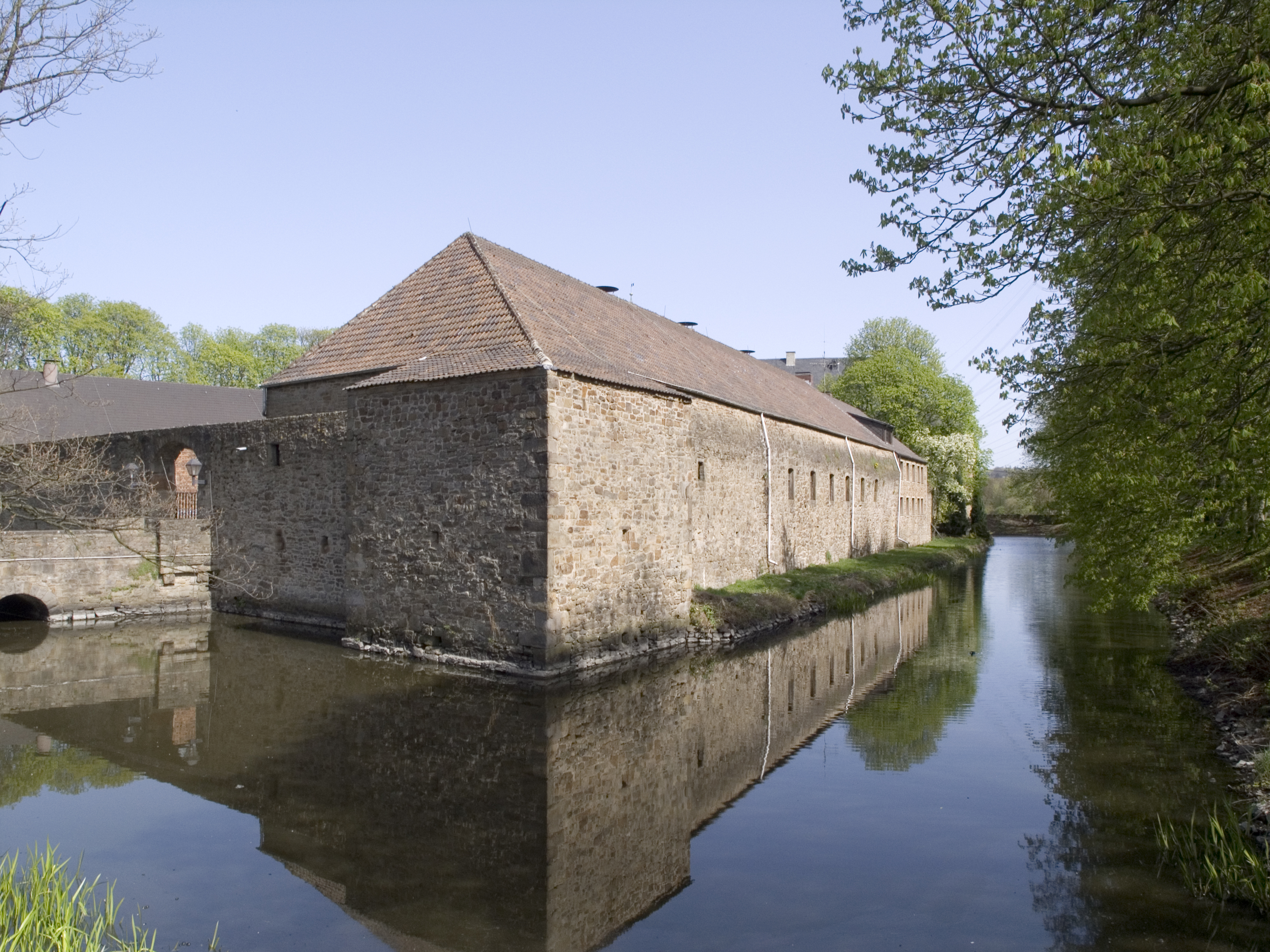
Южная стена

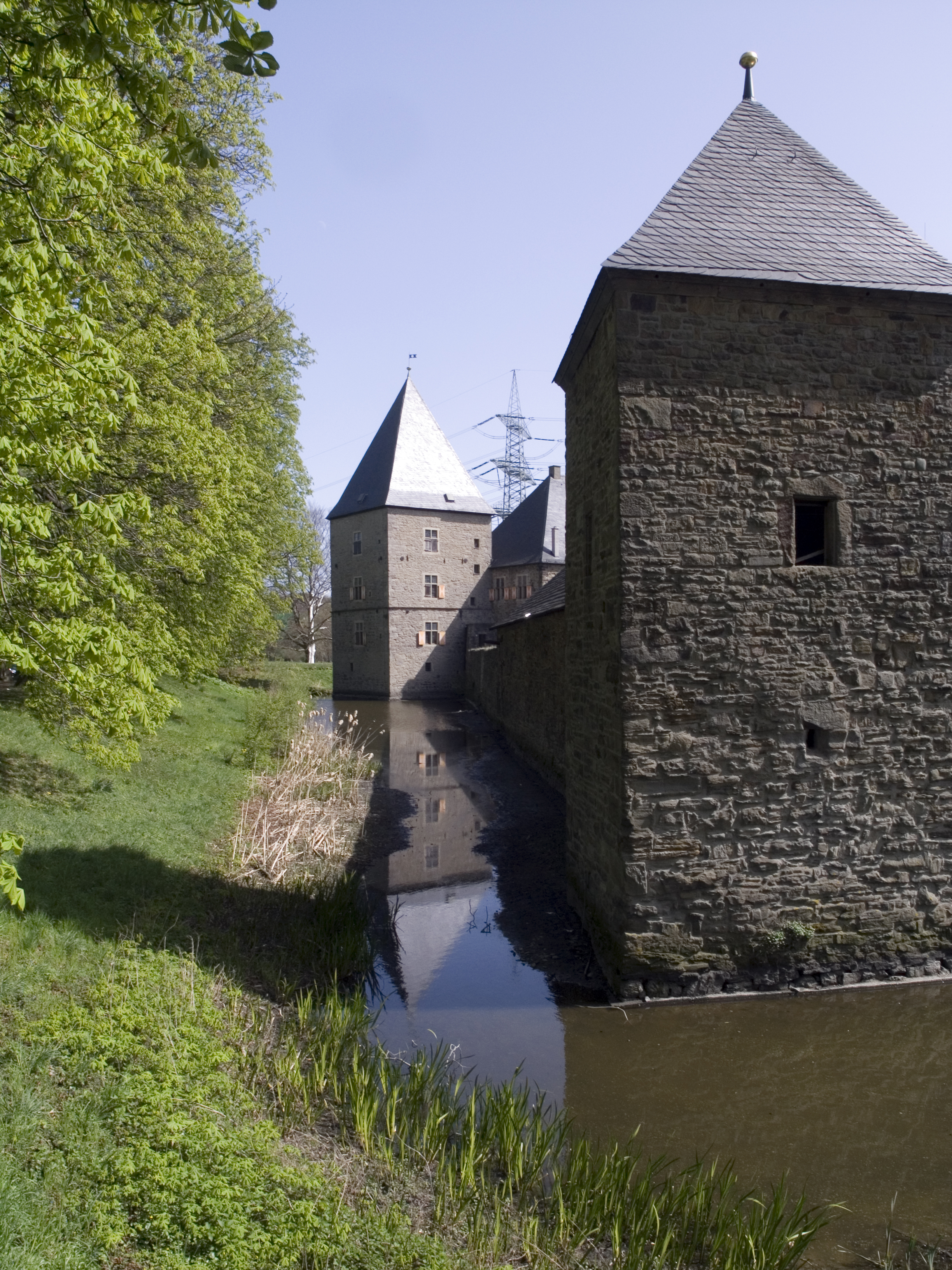
Северная стена

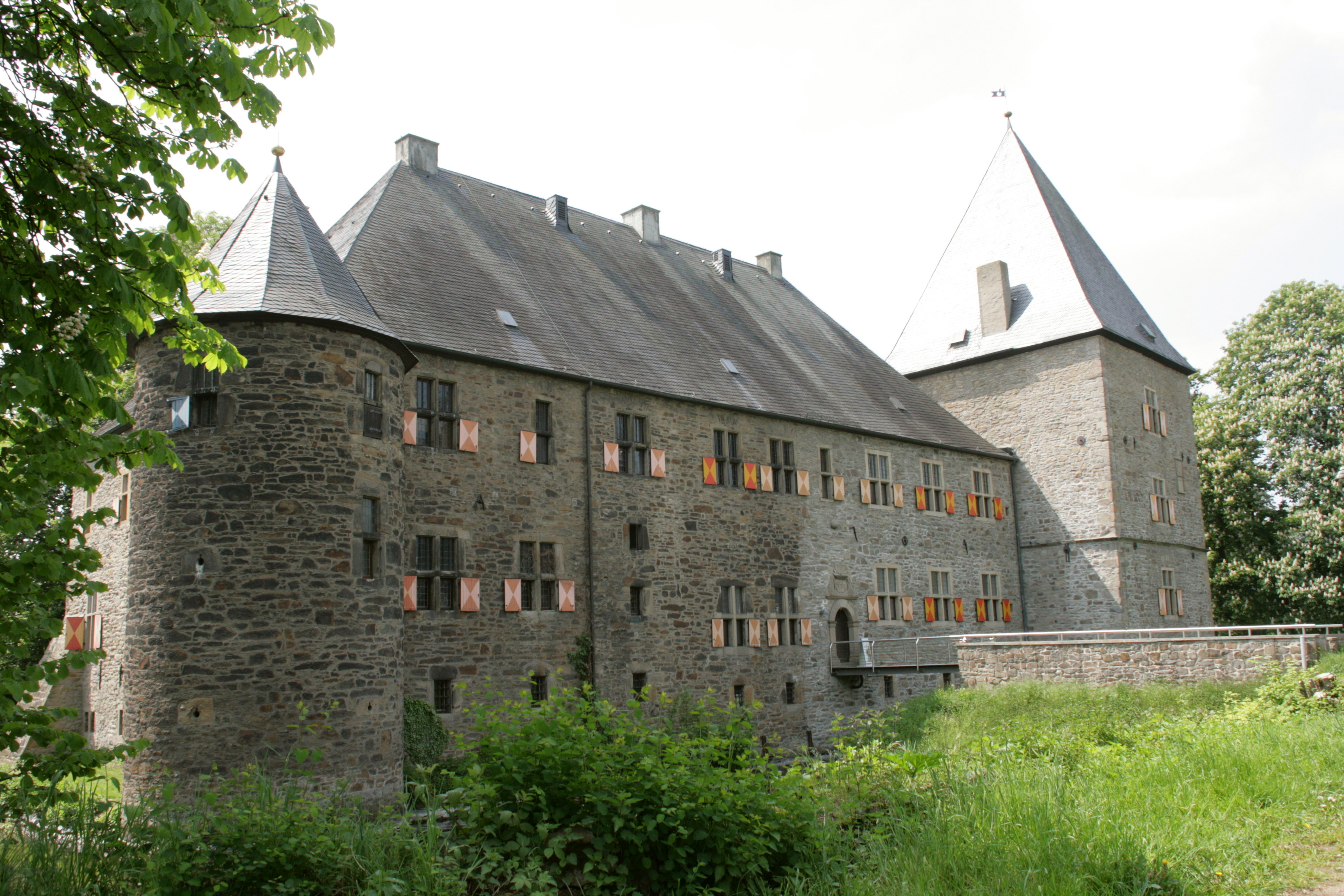
Восточный фасад господского дома

В документе 1393 года говорится о том, что с 1266 года на ленных правах Штипелем владели рыцари из семейства фон Дюкер. В этом же документе сообщается, что рыцарь Веннемар фон Дюкер построил замок Кемнаде. Несмотря на то, что многие историки предполагают, что замок был построен на месте ранее существовавшего мотта, никаких археологических данных, подтверждающих это не обнаружено.
К началу XV столетия в Вестфалии пресеклось мужское колено семейства фон Дюкер. В 1410 году вследствие бракосочетания с последней наследницей семейства фон Дюкер замок Кемнаде получает в приданое Дитрих фон Ромберг. Так как у Дитриха не было сыновей, то замок Кемнаде достался в приданое его зятю Герману фон Рекке. До 1647 года замок был во владении семьи фон Рекке.

У Веннемара V фон Реке не было сыновей, поэтому он ещё при жизни подарил замок Кемнаде мужу одной из своих дочерей дросту замка Бланкенштайн и Вердена Иоганн Георг фон Сюберг.
Так как ещё с 1272 года Штипель принадлежал графству Марк, то после вхождения последнего в 1521 году в состав объединенного герцогства Юлих-Клеве-Берг замок Кемнаде также стал подданным этого государства. После войны за клевское наследство замок Кемнаде оказывается в составе курфюрстшества Бранденбург.

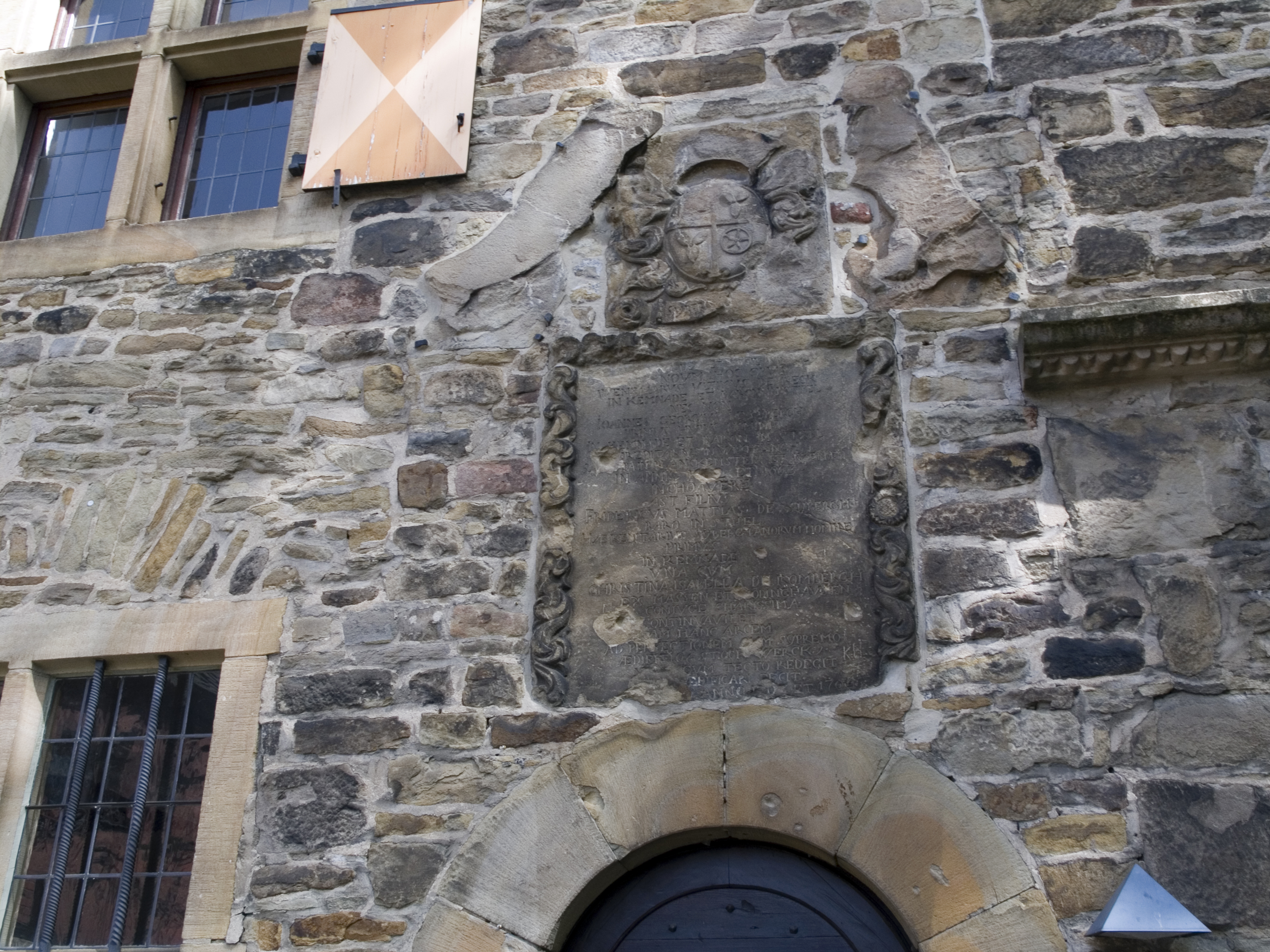
Мемориальная доска, установленная в честь окончания восстановления замка после пожара

В 1589 году во время владения Конрадом фон Рекке замок сильно пострадал от пожара, произошедшего на второй день Пасхи. Восстанавливается замок уже после Тридцатилетней войны, причем камни для восстановления брались из замка Бланкенштайн. Окончательно замок был восстановлен только к 1704 году при Фридрихе Маттиасе фон Сюберге.
В XVII веке дворянство теряет многие привилегии. В поисках источников новых доходов Иоганн Фридрих Вильгельм фон Сюберг в 1780 году позволяет рядом с господским домом замка построить помещичью усадьбу, что и определило современное название замка «Haus Kemnade», то есть «усадьба Кемнаде».
В 1806 году в ходе реорганизации Германии вызванной роспуском Священной Римской империи, замок Кемнаде оказывается в составе Великого герцогства Берг, находящегося под управлением зятя Наполеона Бонапарта Иоахима Мюрата. После упразднения Наполеоном в 1809 году феодальной системы замок Кемнаде стал собственностью Иоганна Гисберта Филиппа фон Сюберга.
После его смерти в 1847 году замок Кемнаде унаследовала его сестра Филиппина и год спустя принесла его в качестве приданого своему супругу Вильгельму Фридриху фон Берсвордту-Валльрабе. В 1921 году его потомок Людвиг фон Берсвордт-Валльрабе продал замок Кемнаде вместе с 500 га, принадлежащей ему земли муниципалитету города Бохум.
В 1952—1958 годах в замке были проведены масштабные реставрационные работы.

## Замок Кемнаде сегодня
В настоящий момент в замке располагается ряд музеев и коллекций. Так в замке находится филиал городского музея Бохума, где представлено свыше 1800 музыкальных инструментов, а также коллекция искусства Восточной Азии. В помещениях бывшей конюшни размещен музей исторических ценностей.

В фахверковом доме рядом с замком размещен музей деревенского дома, в котором можно ознакомиться с бытом крестьянской семьи XVIII-XIX веков.

Часть помещений замка Кемнаде используется в качестве ресторана.

С 2007 года в замковой часовне проводятся церемонии бракосочетаний.